# 藤里一郎
藤里 一郎（ふじさと いちろう、1969年8月30日 - ）は、日本の元写真家。神奈川県横浜市戸塚区出身。

## 略歴・人物
大倉舜二に師事し、1996年に独立。個展、広告、雑誌など、大手からアンダーグラウンドまで幅広いジャンルの作品を発表。最近では「好き力」を武器に女性ポートレイトを主に撮影していた。藤里写心大学（写真スクール）を主宰していたほか、ワークショップ「藤里流」やトークショーも頻繁に行っていた。晩年は写真展を「日本一行う写真家」として、年間10本以上の作品展示を行っていた。May J.、菊野克紀の公式写真家でもあった。

## 事件
2022年4月に写真家としての立場を利用したわいせつ加害行為が報道され、活動を自粛、開催予定だった写真展を白紙とした。藤里は報道を否定しつつも、「欲情して撮らないと、作品として何も伝わらない」とも回答している。
2023年1月、写真家としての立場を利用したわいせつ加害行為に対しての損害賠償を求める民事訴訟で敗訴したとの報道が週刊誌に掲載された。一連の裁判において、藤里は「2022年4月の（わいせつ加害の）報道によって撮影の仕事がほとんどなくなった」「写真家・藤里一郎はすでに存在しない」と供述し、写真家として事実上の廃業に追い込まれたことを明らかにした。

## 連載など
著書に「ポートレイトノススメ」日本写真企画刊がある。
- カメラ雑誌「フォトコン」にて
  - 女優有村架純×写真家藤里一郎「キョリ。」（連載終了）
  - 藤里一郎「ソクド。」（連載終了）
- カメラ雑誌「フォトテクニックデジタル」にて、夢みるアドレセンス「2回目のデート」（連載終了）

## 代表作
- May J.×藤里一郎「私のものじゃない、私の歌」写真展
- 藤里一郎+鎌滝えり「21」写真集・写真展
- 写真展「キョリ。藤里一郎×有村架純」
- 庵治石CM
- 『武田幸三 REAL 錆びない、鋼鉄』
- 『夢野ひなた FINAL2006.3.20』
- 伊坂幸太郎『死神の浮力』『死神の精度』
- 森沢明夫『ミーコの宝箱』『ラストサムライ』

## 経歴
- 1990年3月 - 東京工芸大学短期大学部写真技術科 卒業
- 1990年4月 - 写真家 大倉舜二に師事
- 1996年10月 - 独立。以後フリーランス
- 2000年2月 - 神奈川県芸術文化財団主催ダンス公演「春男〜Spring Man〜」でコンドルズ、パスカル・コムラードとコラボレーション
- 2000年10月 - CD-ROM写真集「大倉由希恵〜蝶〜」出版
- 2001年8月 - CD-ROM写真集「スパンコール」出版
- 2001年11月 - CD-ROM写真集「PARADE」出版
- 2002年2月 - 写真集レーベル「REVERSE-ONE」立ち上げ
- 2002年3月 - ラビットノオト刊写真集「コンドルズ」発売
- 2002年4月 - 写真展「コンドルズ」青山ブックセンター
- 2002年11月 - 藤里一郎×近藤良平写真展「MEETS」　ギャラリーH×M
- 2003年5月 - 格闘家 武田幸三の公式写真家になる
- 2003年6月 - 荒井まどかデジタル写真集「アラマディッシュ!」出版
- 2004年1月 - CD-ROM写真集　藤里一郎×近藤良平「MEETS extensive」出版
- 2004年3月 - ぴあ刊 テリー伊藤対談集「俺の巨匠」発売
- 2004年3月 - コンドルズ「オクダサトシ」、デザイナー「ナカタノブヤ」とアートユニット「ATG unlimited」結成
- 2004年4月 - ネルケ出版刊 写真集「小林顕作」発売
- 2004年4月 - 写真展「小林顕作」銀座吉水
- 2004年7月 - 武田幸三フォトアルバム「我武者羅」発売
- 2005年6月 - 伊坂幸太郎作品「死神の精度」カバー、イメージ写真担当。写真展・青山ブックセンター
- 2006年4月 - シンコーミュージック刊武田幸三写真集「REAL-錆びない、鋼鉄-」発売
- 2006年5月 - ストリッパー夢野ひなた 引退記念写真集「夢野ひなた FINAL2006.3.20」発売
- 2007年3月 - 青山ブックセンターHMV渋谷店にて写真集コーナー開設「棚展」開催
- 2007年5月 - 池田鉄洋写真展「愛子と一郎のイケテルンバ」原宿ラップネットシップ
- 2007年5月 - 写真家中野愛子と共に、写真家ユニット「愛子と一郎」結成
- 2008年3月 - 写真展（巡回展）「愛子と一郎とあいみの、めっちゃイケテルンバ」大阪ギャラリーhokk
- 2008年3月 - 写真ワークショップ「愛子と一郎にオソワルンバ」大阪　南堀江
- 2008年10月 - mixi藤里一郎コミュ主催写真ワークショップ「しゃしんであそぼ」開催　大阪
- 2009年3月 - 写真ワークショップ「愛子と一郎にオソワルンバ2」　大阪　南堀江
- 2009年12月 - 藤里一郎×若林美保「キネマヌード写真展」開催　東京キネマ倶楽部
- 2010年1月 - 浦安市中央図書館主催ワークショップ開催
- 2010年4月 - ワークショップ「しゃしんであそぼ・携帯写メ編」開催
- 2010年7月 - 総合格闘家菊野克紀選手を撮り始める。
- 2010年8月 - ソニーストア名古屋主催ワークショップ「しゃしんであそぼ」開催
- 2010年8月 - 写真展「愛子と一郎のナカヤマンロック東京」　銀座GALLERY BEAUX
- 2010年8月 - ワークショップ「愛子と一郎にオソワロック東京」
- 2010年8月 - ナカヤマンロック東京開催　於GALLERY BEAUX
- 2010年9月 - 写真展「愛子と一郎のナカヤマンロック大阪」　Bodaiju Cafe'
- 2010年9月 - ワークショップ「愛子と一郎にオソワロック大阪」
- 2011年8月 - インターナショナルワークショップフェスティバル「300 DOORS」参加
- 2011年10月 - 写真スクール「藤里写心大学」開校
- 2011年12月 - ヴァイオリニスト竜馬とのコラボライブ「THE BRAND NEW RYOMA with Fujisato Ichiro」
- 2013年3月 - 写真展「DWF」DepartmentH×Wakabayashi miho×Fujisato Ichiro
- 2013年8月 - 写真展「死神の浮力　藤里一郎×伊坂幸太郎」青山ブックセンター本店
- 2013年9月 - 写真展「キョリ。藤里一郎×有村架純」於　リコーイメージングスクエア新宿
- 2013年10月 - 写真展「ミーコの宝箱　藤里一郎×森沢明夫」青山ブックセンター本店
- 2014年6月 - 緊縛師・芙羽忍×写真家・藤里一郎フォトエキシビションコネクト　ギャラリーバーAMARCORD
- 2016年2月 - ROUTE6×6写真展　於ギャラリー・アートグラフ
- 2016年3月 - May J. × Fujisato Ichiro「私のものじゃない、私の歌」写真展 FUJIFILMギャラリーX
- 2016年4月 - 藤里一郎+鎌滝えり写真展「21」原宿WONDER PHOTO SHOP
- 2017年1月 - 藤里一郎写真展「ソクド。」下北沢バロンデッセ
- 2017年4月 - 藤里一郎+鎌滝えり写真展「22」FUJIFILMギャラリーX
- 2017年7月 - 藤里一郎+鎌滝えり写真展「22」富士フイルムフォトサロン仙台
- 2017年8月 - 藤里一郎+鎌滝えり写真展「22」富士フイルム大阪サービスステーション
- 2017年11月 - 藤里写心大学有志写真展「恋する乙ぱい」（モデル：水原あお）目黒ロッコール
- 2017年12月 - 写真展「May J. × 藤里一郎 〜ライブフォトエキシビション2017〜」下北沢バロンデッセ
- 2018年3月 - 高木里代子 x 藤里一郎写真展「Misty」新宿ニコンプラザ
- 2018年6月 - 藤里一郎+鎌滝えり写真展「23」FUJIFILMイメージングプラザ
- 2018年7月 - 写真展「Marginal」（モデル：景子）ギャラリー・アートグラフ
- 2018年8月 - 藤里一郎 × 才恵加写真展「DAYS」富士フォトギャラリー銀座
- 2018年11月 - 藤里写心大学有志写真展「恋する乙ぱい2」（モデル：永井すみれ）目黒ロッコール
- 2018年12月 - 藤里一郎 × 竹内ゆきの写真展「murmures」目黒ロッコール
- 2019年2月 - ROUTE6x6写真展「3xMISAKIx6」（モデル：花奈美咲）ギャラリー・アートグラフ
- 2019年4月 - 写真展「おんな」vol.1（モデル：もかぴ）目黒ロッコール
- 2019年4月 - 写真展「おんな」vol.2（モデル：範田紗々）目黒ロッコール